# Арман Бабикян
Арман Агоп Бабикян е български журналист, общественик и политик. Бивш депутат. Той е изпълнителен директор на PR агенция „Манира“.

## Биография
Арман Бабикян е роден на 15 януари 1967 година в град Варна. Завършва Националната гимназия за древни езици и култури и Софийския университет. Специализира радио мениджмънт в университета „Фредония“ в щата Ню Йорк, САЩ. През 2012 г. получава награда за граждански принос, присъдена му за 20-годишнината на клуб „Отворено общество“ – Варна. Дълги години е журналист в Българското национално радио и радио „Свободна Европа“. Програмен мениджър „публицистика и новини“ на първото частно радио „Канал Ком“ и програмен мениджър на Радио „Атлантик“.
Бабикян е един от организаторите на протестите в България през лятото на 2020 година. Народен представител в XLV народно събрание от коалиция „Изправи се! Мутри вън!“. Народен представител в XLVI народно събрание от коалиция „Изправи се БГ! Ние идваме!“. Женен с две деца.